# Yang Xiaoli
Yang Xiaoli (chiń. 杨晓丽; pinyin Yáng Xiǎolì; ur. 1 września 1990 r.) – chińska bokserka, trzykrotna mistrzyni świata oraz trzykrotna mistrzyni Azji. Występowała w kategoriach od 81 do powyżej 81 kg.

## Kariera
W 2014 roku na mistrzostwach świata w Czedżu zdobyła złoty medal w kategorii do 81 kg. W finale pokonała Saweetę Boorę z Indii. Dwa lata później obroniła ten tytuł w Astanie, pokonując w finale Australijkę Kayę Scott.
Na mistrzostwach świata w Nowym Delhi w 2018 roku ponownie zdobyła złoto, tym razem w kategorii powyżej 81 kg. W ćwierćfinale wygrała z Seemą Poonią z Indii, a w półfinale – z Amerykanką Daniellą Perkins. W finałowej potyczce pokonała Turczynkę Şennurę Demirę 5:0.
Następnego roku zdobyła srebrny medal podczas mistrzostw świata w Ułan Ude w kategorii powyżej 81 kg. W decydującej walce uległa reprezentantce Stanów Zjednoczonych – Danielle Perkins.